# Selexyz

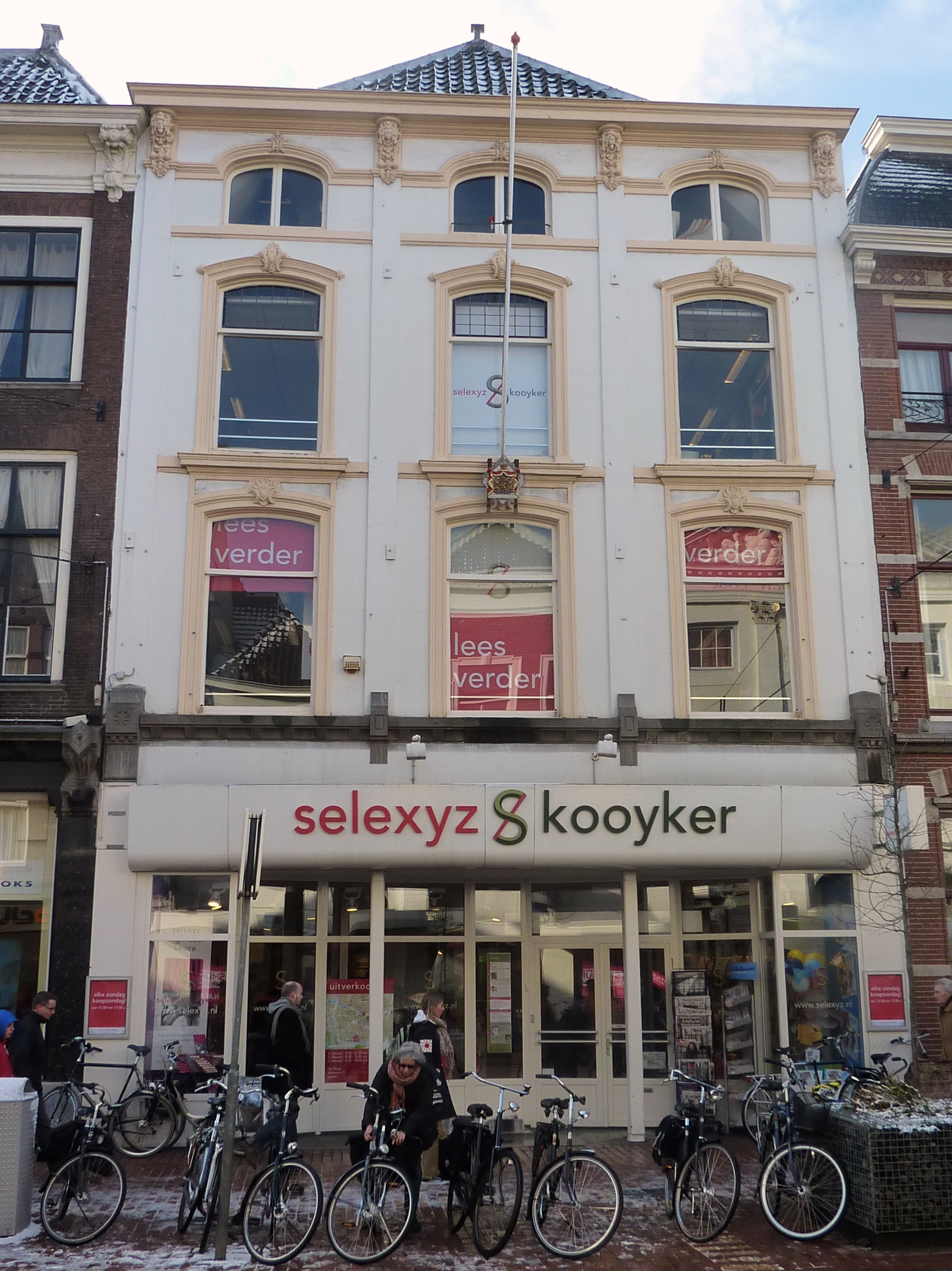
Selexyz Kooyker in Leiden

Selexyz boekhandels was tot 2012 een van de grootste Nederlandse boekhandelketens.

## Bedrijfsprofiel
Selexyz was een Nederlandse boekhandelketen. Ze kwam oorspronkelijk voort uit een verzameling boekhandels van de uitgever Kluwer, die Kluwer Groep Boekhandels heette. In 1992 verzelfstandigde ze tot Boekhandels Groep Nederland (BGN). In 2006 werd de keten omgedoopt tot Selexyz. Qua omzet, personeelsbestand en assortiment was Selexyz de grootste boekhandelketen van Nederland. Naar eigen zeggen had de keten in Nederland circa 20% marktaandeel in handen. Naast een breed assortiment voor het grote publiek had Selexyz een afdeling studieboeken. Selexyz werd bevoorraad door het Centraal Boekhuis en importeerde ook zelf rechtstreeks boeken van buitenlandse uitgevers.

## Verzelfstandiging
Alle BGN-boekhandels kregen in 2006 de naam selexyz (zonder hoofdletter) voor hun lokale winkelnamen. Dit gebeurde onder meer om de onderlinge samenhang tussen de winkels te benadrukken en de keten herkenbaarder te maken op internet. In 17 Nederlandse steden hadden de BGN-dochters 42 winkels. In 2007 behaalde selexyz een omzet van 186 miljoen euro en had het bedrijf ongeveer 700 mensen (85% in de winkels en 15% op kantoor en in de distributiecentra) in dienst (omgerekend in voltijdbanen). BGN was eigendom van NPM Capital (65%), Wolters Kluwer, Matthijs van der Lely en Menno van den Brand hadden een minderheid.
Tot juni 2010 maakten de selexyz-winkels deel uit van de Boekhandels Groep Nederland (BGN), vroeger herkenbaar aan het symbool *). In dat jaar werd selexyz een apart bedrijf, toen grootaandeelhouders NPM Capital en Wolters Kluwer uit de moederorganisatie BGN stapten. BGN werd gekocht door schoolboekenverkoper Van Dijk Educatie in Kampen. Selexyz Campus (27 winkels), ging verder als Studystore en selexyz Zakelijk als Van Dijk Zakelijk. Matthijs van der Lely en Menno van den Brand, de directie van selexyz nam de 16 grote, in stadscentra gevestigde, boekhandels en de website selexyz.nl over van Van Dijk Educatie en ging verder onder de naam selexyz.
De markt voor de boeken waar selexyz sterk in was implodeerde in de jaren 2010, 2011 en 2012. Deze implosie werd veroorzaakt door de sterke opkomst van internetverkopen van fysieke boeken en de opkomst van digitale content voor wetenschappelijke uitgaven. De verlaagde omzet in combinatie met aangescherpte regels van de kredietverzekeringsmaatschappij van de voornaamste leverancier brachten selexyz in financiële problemen.

## Fusie met De Slegte en naamsverandering
Eind maart 2012 vroeg selexyz uitstel van betaling aan. De voornaamste leverancier, het Centraal Boekhuis, verlangde al enige maanden contante betaling bij leveringen. De kracht van de selexyzwinkels, het brede aanbod, werd hierdoor langzamerhand uitgehold. Ondanks een - volgens het bedrijf - goede omzet tijdens de vlak daarvoor gestarte Boekenweek, was er onvoldoende geld in kas om de salarissen en de huren te betalen. Volgens een verklaring van het bedrijf waren onderhandelingen met een nieuwe investeerder vlak voor de surseance stukgelopen.
Selexyz leed vooral onder de verkoop van boeken via internet, waardoor de omzet in de grote boekwinkels terugliep. In april 2012 volgde een fusie met De Slegte: investeerder ProCures nam beide concerns over, met als inzet om de winkels van beide ketens waar mogelijk samen te voegen. Aanvankelijk zou de merknaam selexyz geschrapt worden en zouden de boekhandels hun oorspronkelijke naam terugkrijgen met als achtervoegsel De Slegte. Deze boekhandelnamen verdwenen weer toen in 2013 de nieuwe fantasienaam Polare werd ingevoerd. Iedere vestiging heette sindsdien Polare aangevuld met de plaats van huisvesting, bijvoorbeeld Polare Almere. Op 24 februari 2014 werd over Polare het faillissement uitgesproken. De meeste vroegere selexyz-winkels maken een doorstart met nieuwe eigenaars, maar toch weer onder hun oorspronkelijke naam.

## Naam selexyz
De merknaam selexyz werd bedacht door het Amsterdamse merknamenbureau Globrands met de volgende motivering:
1. de associatie met het woord selectie staat voor het assortiment aan boeken;
2. de uitgang xyz staat voor alle letters van het alfabet;
3. het woord selexyz zou prikkelend zijn door de associatie met sexy.

De naam werd consequent met een kleine letter geschreven, zoals ook bij filialen als selexyz broese.

## Vestigingen
Selexyz telde zestien boekhandels in heel Nederland, te weten:
- selexyz adr. heinen in 's-Hertogenbosch
- selexyz broese (1753) in Utrecht
- selexyz dekker van de vegt (1856) in Nijmegen en Arnhem
- selexyz dominicanen (2006) in Maastricht
- selexyz donner (1912) in Rotterdam
- selexyz gianotten in Tilburg en Breda
- selexyz kooyker in Leiden
- selexyz scheltema (2006) in Almere
- selexyz scheltema (1853) in Amsterdam
- selexyz scholtens (1841) in Groningen
- selexyz de tille in Leeuwarden
- selexyz van piere (1848) in Eindhoven
- selexyz verwijs in Den Haag

## Zakelijk en studie
- 'Selexyz zakelijk', gevestigd in Houten, richtte zich op de zakelijke markt Eind 2010 is Selexyz zakelijk overgenomen door Van Dijk Educatie. Met ingang van 1 januari 2011 is de bedrijfsnaam Van Dijk Zakelijk.
- 'Selexyz campus' (voorheen 'selexyz studieboeken') richtte zich op de opleidingsmarkt (HBO, WO en particuliere opleidingsinstituten). Zij leverde rechtstreeks aan studenten, via de filialen en haar eigen website, en in bulk aan studieverenigingen, hogescholen, universiteiten en andere opleidingsinstituten. In 2010 is selexyz campus onder de naam Studystore onderdeel geworden van Van Dijk Educatie.